# Розовая пантера наносит новый удар
«Розовая пантера наносит ответный удар» (англ. The Pink Panther Strikes Again) — кинофильм, комедия. Фильм режиссёра Блейка Эдвардса, четвёртый из серии, продолжающей историю приключений инспектора Клузо после фильма «Возвращение Розовой пантеры».

## Сюжет
Бывший инспектор Шарль Дрейфус в результате событий, происходивших в предыдущем фильме, попадает в психиатрическую больницу. После временного улучшения он снова становится одержим идеей убийства Жака Клузо.
Дрейфусу удаётся сбежать из больницы и он организует покушение на Клузо, смастерив бомбу. Дом Клузо почти полностью уничтожен взрывом, но сам инспектор остаётся жив. Дрейфус готовит следующую попытку с применением гораздо более разрушительного оружия, для чего похищает специалиста по ядерной физике профессора Фассбиндера и его дочь Марго. Дрейфус шантажирует профессора, заставляя его создать устройство, способное стирать (в буквальном смысле слова) дома, города и страны. Обеспокоенное мировое сообщество решает выполнить требование Дрейфуса уничтожить ненавистного ему Клузо и снаряжает отряд наёмных убийц. Между тем инспектору Клузо поручают расследование исчезновения профессора Фассбиндера…

## В ролях
- Питер Селлерс — инспектор Жак Клузо
- Герберт Лом — Шарль Дрейфус
- Лесли-Энн Даун — Ольга Борисова
- Колин Блекли — Алек Драммонд
- Барт Квоук — Като
- Леонард Россите — Куинлен
- Ричард Вернон — Фассбиндер
- Омар Шариф — египтянин (в титрах не указан)
- Роберт Битти — американский адмирал

## Премии и номинации
| Год  | Премия                    | Категория                                | Имя                           | Результат |
| ---- | ------------------------- | ---------------------------------------- | ----------------------------- | --------- |
| 1977 | «Оскар»                   | Лучшая песня                             | Генри Манчини и Дон Блэк      | Номинация |
| 1977 | «Золотой глобус»          | Лучшая комедия или мюзикл                |                               | Номинация |
| 1977 | «Золотой глобус»          | Лучшая мужская роль (комедия или мюзикл) | Питер Селлерс                 | Номинация |
| 1977 | Гильдия писателей Америки | Лучшая комедия-экранизация               | Блейк Эдвардс и Фрэнк Уолдман | Победа    |